# Rolls-Royce Phantom VII
Rolls-Royce Phantom VII er den syvende generation af luksussedanen Rolls-Royce Phantom fra det britiske bilfirma Rolls-Royce, og den største de producerer. Den blev lanceret i 2003, og det var den første bil, som blev introduceret efter BMW havde opkøbt Rolls-Royce. Den vandt Top Gear Car of the Year Award i 2003.
Rolls-Royce Phantom Drophead Coupé og Rolls-Royce Phantom Coupé er begge baseret på 2003 Phantom. 